# De Speurneuzen
De Speurneuzen (originele titel The Great Mouse Detective) is een Amerikaanse tekenfilm uit 1986 van Walt Disney Feature Animation. Het was de 26e lange tekenfilm van Disney. De film werd geregisseerd door Burny Mattinson, David Michener en het team van John Musker en Ron Clements.
De film is gebaseerd op de kinderboekenserie Basil of Baker Street van Eve Titus, welke op zijn beurt weer gebaseerd is op de Sherlock Holmes-verhalen van Sir Arthur Conan Doyle. Het verhaal speelt zich af in het Londen van 1897, in een samenleving van muizen die bestaat naast de gewone mensenwereld. 

## Verhaal
Op een avond wordt de speelgoedmaker Corstiaen Bokkingham uit zijn woning ontvoerd door de vleermuis Frunnik, het vaste hulpje van de boosaardige professor Ratbout Rattatoei. Ratbout is eropuit om zelf de heerser over het land te worden. Hij wil daarom dat Bokkingham een mechanische pop maakt die sprekend lijkt op de Britse koningin. Ratbout wil het vijftigjarige jubileum van de koningin namelijk aangrijpen als gelegenheid om haar ongemerkt uit de weg te ruimen en haar plaats in te nemen. Wanneer Bokkingham weigert mee te werken, dreigt Ratbout om ook Bokkinghams dochter Olivia door Frunnik te laten ontvoeren. De speelgoedmaker gaat nu overstag.
Olivia kan in eerste instantie aan Frunnik ontkomen. Ze zoekt hulp bij de wereldberoemde detective Basil Holmuis. Ze vindt Basil met hulp van dokter Dawson, die net terug is van een militaire missie in Afghanistan en de wanhopig rondzwervende Olivia in de stad is tegengekomen. Als Olivia vertelt dat haar vader is ontvoerd door een vleermuis met een houten poot en een lamme vleugel, weet Basil meteen wie de ontvoerders zijn; hij heeft het al vaker met Ratbout aan de stok gehad. In de hoop Ratbouts schuilplaats te vinden zetten Basil en Dawson de hond Toby in. Toby leidt hen en Olivia naar de speelgoedwinkel van Bokkingham, waar ze Frunnik betrappen die net bezig is de onderdelen voor de mechanische koningin-pop te stelen. Frunnik kan ontkomen en slaagt er tevens in Olivia mee te nemen in een zak, maar hij verliest het lijstje met onderdelen dat Ratbout hem had gegeven.
Basil ontdekt dat het lijstje afkomstig is van een plek nabij de rivier, waarmee ze Ratbout dus op het spoor zijn. Basil en Dawson bezoeken eerst een kleine taverne bij de Thames in de hoop daar meer aanwijzingen te krijgen. Hier zien ze Frunnik weer en ze volgen hem. Ratbout verwachtte de twee echter al en laat hen in een speciale val lopen; hij wist via Frunnik al dat Basil en Dawson hem op het spoor waren. Basil en Dawson slagen erin zich op tijd te bevrijden voor de dodelijke val in werking treedt. De twee bevrijden ook Olivia die in een fles was opgesloten, en gaan dan Ratbout achterna.
In Buckingham Palace laat Ratbout intussen de echte koningin ontvoeren, waarna de mechanische pop met een vervormde stem voor het toegestroomde publiek een redevoering houdt. Ratbout laat de pop zeggen dat hij vanaf nu de nieuwe koning is. Ongezien probeert hij de echte koningin als voer aan zijn kat Felicia te geven. Basil, Dawson en Olivia arriveren net op tijd om Ratbouts plannen te verhinderen. Ratbout stuurt Felicia op zijn vijanden af, maar Toby weet de kat te verjagen. Ratbout ontkomt in zijn luchtschip met Olivia als gijzelaar. Basil, Dawson en Bokkingham zetten met een zelfgemaakte luchtballon de achtervolging in. Ratbouts luchtschip boort zich even later in het uurwerk van de Big Ben, waar Ratbout en Basil een laatste confrontatie hebben. Uiteindelijk vallen ze allebei van de toren, maar Basil kan zich nog redden dankzij de intact gebleven propeller van Ratbouts luchtschip.
Terug in Baker Street dient zich alweer een nieuwe zaak aan voor Basil. Basil dringt er bij Dawson op aan om zijn partner te worden in toekomstige zaken.

## Rolverdeling
Enkele personages hebben in de Engelstalige versie een andere naam dan in de Nederlandstalige. In onderstaand overzicht staat de Engelse naam/Nederlandse naam.

| Acteur              | Personage                                             |
| ------------------- | ----------------------------------------------------- |
| Barrie Ingham       | Basil of Baker Street/Basil Holmuis                   |
| Vincent Price       | Professor Padraic Ratigan/professor Ratbout Rattatoei |
| Val Bettin          | Dr. David Q. Dawson                                   |
| Susanne Pollatschek | Olivia Flaversham/Olivia Bokkingham                   |
| Candy Candido       | Fidget/Frunnik                                        |
| Frank Welker        | Toby en Felicia                                       |
| Alan Young          | Hiram Flaversham/Corstiaen Bokkingham                 |

In de film zijn ook even kort silhouetten te zien van Sherlock Holmes en Dr. Watson. In deze betreffende scène hoort men Holmes en Watson ook met elkaar praten. Voor de stem van Holmes werden oude stemopnames gebruikt van Basil Rathbone; de acteur die dit personage in een groot aantal films had gespeeld. De stem van Watson wordt hier gedaan door Laurie Main.
Nederlandse stemmen

| Acteur          | Personage                               |
| --------------- | --------------------------------------- |
| Paul van Gorcum | Sherlock "Basil" Holmuis                |
| Hugo Koolschijn | Dr. David O. Dawson                     |
| Guido de Moor   | Professor Ratbout Rattatoei             |
| Harrie Geelen   | Frunnik                                 |
| Marlijn Pel     | Olivia Bockingham                       |
| Lisa Boray      | Striptease zangeres/Danseres            |
| Tonny Huurdeman | Juffrouw Kaatje/Koningin/Robot Koningin |
| Paul Haenen     | Corstiaen Bockingham                    |
| Bill van Dijk   | De muizen                               |

## Achtergrond

### Productie
Voor de film werd computeranimatie, waar The Walt Disney Company in de vorige film Taran en de Toverketel al mee had geëxperimenteerd, op grotere schaal toegepast. Zo werden onder andere lay-outs voor de tekeningen op de computer gemaakt om te experimenteren met verschillende camerahoeken. Computeranimatie werd ook gebruikt om het raderwerk van de Big Ben te tekenen.

### Personages
Ratbout is – zoals zijn naam al aangeeft – een rat, maar hij vindt het een grote belediging om zo genoemd te worden en zegt dat hij een forsgebouwde muis is. Wanneer een van Ratbouts handlangers in een dronken bui per ongeluk toch "rat" zegt, moet deze het met zijn leven bekopen; Ratbout laat hem opeten door Felicia. 
De andere karakters zijn voor het merendeel muizen die zich compleet als mensen gedragen, alleen Toby en Felicia zijn enkel een hond en kat zonder enige menselijke trekken.

### Filmmuziek
- "The World's Greatest Criminal Mind" door Henry Mancini, Larry Grossman en Ellen Fitzhugh.
- "Let Me Be Good To You" door Melissa Manchester
- "Goodbye So Soon" Muziek van Henry Mancini, tekst van Larry Grossman en Ellen Fitzhugh. Uitgevoerd door Vincent Price.

## Ontvangst
The Great Mouse Detective werd bij de originele uitgave goed ontvangen door critici. Zo kreeg de film onder andere een "two thumbs up" rating van critici Siskel en Ebert. De film scoort 73% aan goede beoordelingen op Rotten Tomatoes.
De film was redelijk succesvol qua opbrengst. Hij bracht 25 miljoen dollar op tegen een budget van 14 miljoen dollar. Het succes van de film gaf Walt Disney Pictures weer hoop voor de toekomst, na het floppen van Taran en de Toverketel een jaar eerder.

## Prijzen en nominaties
In 1987 won The Great Mouse Detective een Golden Reel Award voor Beste geluidsmontage.
Datzelfde jaar werd de film ook genomineerd voor:
- Een Edgar Allan Poe Award voor Beste film
- Een Young Artist Award voor Beste familiefilm
- Een Young Artist Award voor Exceptional Young Actresses in Animation - Series, Specials or Feature Film (Susanne Pollatschek)